# Mälsta-Lingsberg
Mälsta-Lingsberg är en småort i Kårsta socken i Vallentuna kommun. Orten ligger cirka 15 kilometer nordöst om Vallentuna, öster om Ekskogen och söder om Kårsta.